# Maria Jackson
Maria Jackson est un personnage de la série anglaise The Sarah Jane Adventures.

## Caractère
Maria est durant la première saison le narrateur et le principal personnage de la série. Il sert de personnage référent auquel le jeune spectateur peut s'identifier : Maria est une jeune fille assez normale, sage, plutôt intrépide et dont la découverte des extra-terrestre a résolument changé la vie. 

## Histoire
Maria est une préadolescente de 13 ans. Elle vit avec son père, Alan, divorcé récemment de sa mère Chrissie, avec laquelle ils ont gardé de bonnes relations. 
Sa voisine d'en face se nomme Sarah Jane Smith. Si celle-ci tente de l'ignorer dans le premier épisode, son aide lors de la destruction de l'usine de Bubble Shock ! lors de l'épisode pilote provoque une forme de complicité entre elles deux. Quelques épisodes plus tard, Sarah Jane lui révèlera qu'elle est la personne de son entourage en qui elle a le plus confiance et dira même dans The Last Sontaran qu'elle est la fille qu'elle aurait rêvé d'avoir.
Maria est la première personne que Luke Smith ai rencontré lors de son "réveil". Durant l'épisode Revenge of the Slitheen elle fait aussi la connaissance de Clyde Langer venu par bravade s'intégrer à leur groupe et avec lequel, comme les deux autres, elle entretient des rapports d'amitié.
Durant la saison 2, Yasmin Paige devait se consacrer à ses études et quitter la série. Le père de Maria obtient dans l'épisode The Last Sontaran une promotion à Washington D.C. Elle réapparaît toutefois par Webcam interposé dans The Mark of the Berserker